# فهم (فلسفة)

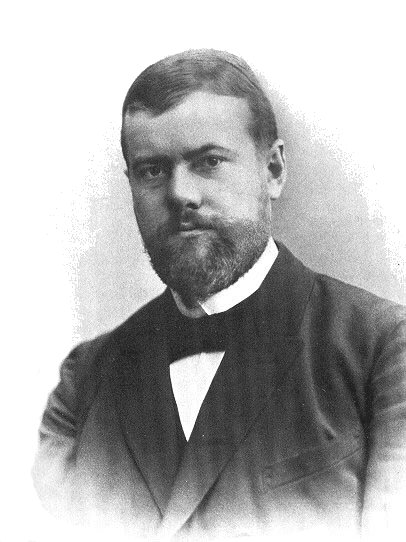

الفهم (بالألمانية: Verstehen) مصطلح يستخدم في الفلسفة بشكل عام للدلالة على مباينة الفهم (Verstehen) للتفسير (Erklären).
الفيلسوف الألماني فلهلم دلتاي (1833 - 1911) وظّف هذا التباين من أجل تبيين الفرق بين العلوم الطبيعية والعلوم الإنسانية؛ ففي العلوم الطبيعية على الباحث تفسير ظاهرة من الظواهر (مثلا: لماذا يسقط الجسم إلى الأسفل على الأرض؟ Verstehen: الجاذبية). أما في العلوم الإنسانية فعلى الباحث أن يفهم موضوعه أي موضوع بحثه.
في العلوم الاجتماعية يلعب مفهوم الفهم دورا متغيّرا؛ لاسيما البحث النوعي يزعم أنه يحرص على الفهم، أما في البحث الكمي فدوره، أي دور الفهم، أقل أهمية.
الفهم يربط في غالب الأحيان بالتفسيرية الآنية (الهرمنيوطيقا) عند مارتن هايدغر.

## المصدر
Historical Perspectives on Erklären and Verstehen, edited by: Uljana Feest, technische universität berlin, ISBN 90-481-3540-0 - 9789048135400, Springer (2009) - Book.